# 엔메르카르

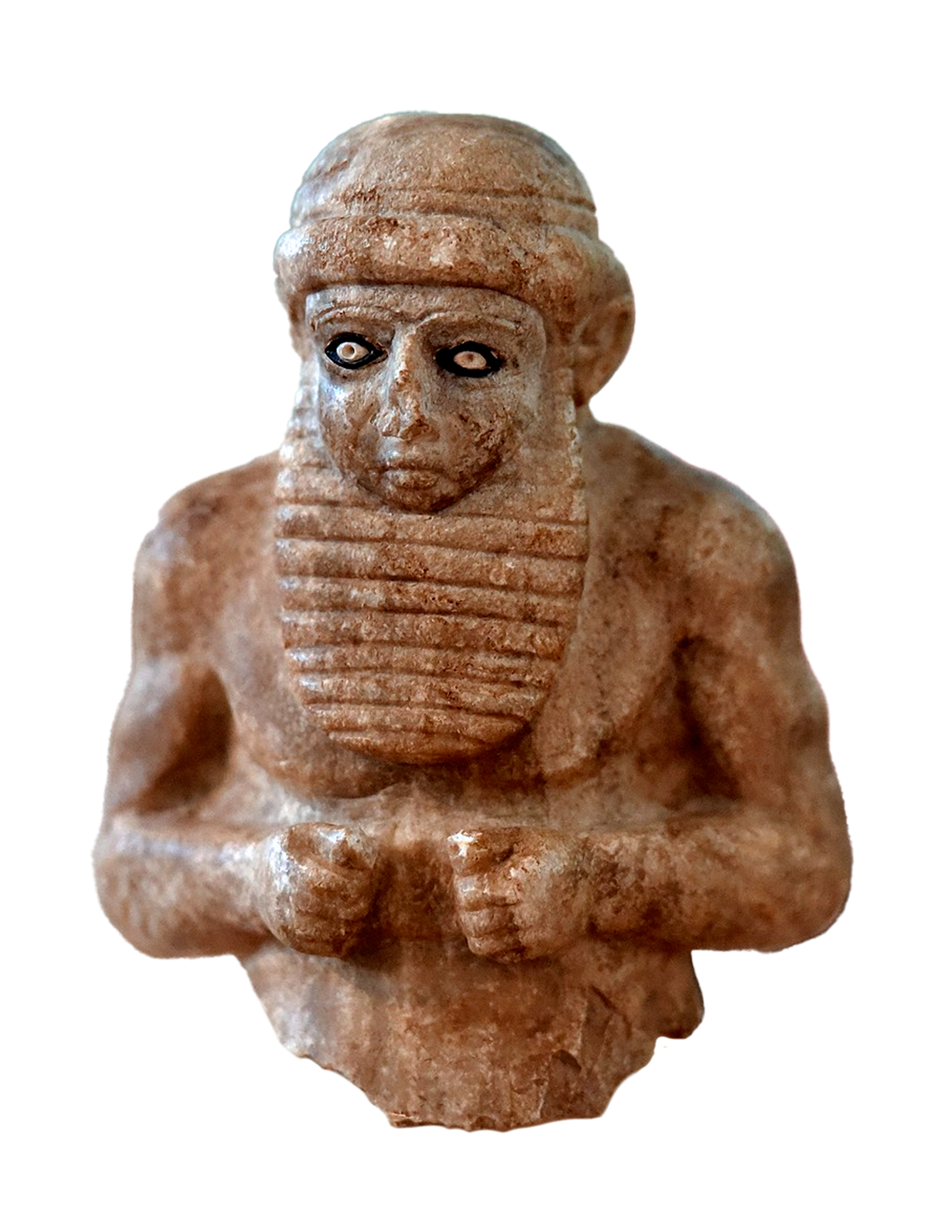

BC 3400-3100년대에 활동했을 것으로 추정되는 엔메르카르는 우루크의 왕이었다. 그에 대한 가장 오래된 Ad-gi4 list로, 젬뎃-나스르기(Jemdet Nasr period, 3100-2900 BCE)의 것이다.
엔메르카르는 약간의 수메르 전설에서 알려져 있다. 그는 아라타의 주인으로 알려져 있다. 그는 여기서 수메르의 태양신 우투의 후예로 불리며 우루크를 창건하고, 아라타를 강압하여 조공하게 하기 위해, 점토판에 기록 문자를 발명하였으며, 에리두에 사원(지구라트)을 지었다. 그가 에리두에 사원을 지었을 때는 슈부르(Shubur), 하마지(Hamazi), 수메르(Sumer), 아카드(Uri-ki), 마르투(Martu) 땅의 사람들이 한 언어로 엔릴을 찬미하였지만 엔키가 나타나 인류의 언어를 다양하게 하였다고 하는데, 이 이야기는 성서 속 바벨탑 이야기의 원형이었을 것으로 추정되기도 한다. 이와 유사한 이야기는 히기누스(Hyginus)의 파불라에도 등장하는데, 이에 따르면, 온 인류가 한 언어로 제우스를 찬미하였으나 헤르메스가 인류의 언어를 다양하게 하였다고 한다. 독일인 학자 P. 슈나벨은 유사-유폴레무스(Pseudo-Eupolemus)의 인용문과 히기누스(Hyginus)의 파불라를 바탕으로 마르두크 신전의 창건에 관한 베로수스의 텍스트 개요를 재구성했는데, 이에 따르면, 홍수 후 마르두크가 사람들로 바빌론을 재건하고 에테멘앙키를 다시 짓게 하였을 때 나부가 온 인류로부터 한 언어로 찬미를 받는 마르두크를 질투하여 인류의 언어를 다양하게 하였다고 한다. 참고로, 마르두크와 나부는 헬레니즘 시대 때 각각 제우스와 헤르메스로 자주 식별되었다.

## 엔메르카르와 아라타의 군주
그는 전설적인 수메르의 이야기로 초기의 수메르 이후의 사본에 보전되어 있는데, 신 수메르 시기(기원전 21세기)에 만들어졌다. 그것은 우루크(우눅-쿨라바)의 왕 엔메르카르와 아라타의 무명왕 사이의 다툼을 기술하는 일련의 이야기 중의 하나이다.
이야기의 시작 부분에 다음의 배경이 제공된다. 그 옛날의 시절에는 목적지가 결정되고 위대한 왕자는 우눅-쿨라바의 에아나에게 그 머리를 높게 들어 올리게 허여 하였다.
허물이 된 많았던 홍수와 얼룩 보리를 자라게 하는 비가 우눅-쿨라바에 증가하였다.
딜문 땅이 아직 존재하기 전에 우눅-쿨라바의 에아나는 잘 건설되어 있었다.
에아나는 우루크의 지구라트로 모든 나라의 숙녀 이난나 여신을 기념하여 지어졌다.
비슷하게, 아라타의 주인은 이난나의 이름으로 스스로 왕이되었다. 그러나 그녀는 우루크의 벽돌 사원만큼 기쁘지 않았다.
엔메르카르는 그리하여 현명한 산에서 그녀의 거룩한 심장의 이난나에 의해 선택되어 이난나에게 그가 아라타를 복종하게 그리고 아라타의 백성들이 귀금속과 보석의 조공을 보내게 요구하였다.
에리두에 엔키의 고상한 압주 지구라트를 건설하고 우루크에 에아나 성소를 장식하기 위해서였다.
이난난은 엔메르카르에게 수신과 안샨의 산을 넘어서 포고관을 아라타의 주인에게 보내어 항복과 조공을 요구하도록 조언하였다.
엔메르카르는 동의하고 사절단을 보냈는데 그들이 조공을 하지 않을 시에는 아라타를 파괴하고 사람들을 분산시키겠다는 규정적인 협박이 따랐다.

## 같이 보기
- 메르가르

1. ↑  Yushu, Gong (2004). The Sumerian Account of the Invention of Writing —A New Interpretation. Elsevier Ltd. pp. 7446–7453.
2. ↑  Pournelle, Jennifer R. (2003). Marshland of Cities: Deltaic Landscapes and the Evolution of Civilization. S.N. p. 267.
3. ↑  Civil, Miguel (2013). "Remarks on AD-GI 4 (A.K.A."Archaic Word List C" or "Tribute"". Journal of Cuneiform Studies. 65: 13–67. doi:10.5615/jcunestud.65.2013.0013. S2CID 163638035.
4. ↑  HYGINUS, FABULAE § 143 PHORONEUS
5. ↑  P. Schnabel, Berossus und die babylonisch-hellenistische Literatur.